# سرای میخچی
سرای میخچی مربوط به دوره پهلوی است و در رشت، خیابان شریعتی، روبروی مسجد حاج مجتهد واقع شده و این اثر در تاریخ ۷ اسفند ۱۳۸۶ با شمارهٔ ثبت ۲۱۵۵۶ به‌عنوان یکی از آثار ملی ایران به ثبت رسیده است.